# Paddy Lane
Paddy Lane, né le 18 février 2001 à Halifax en Angleterre, est un footballeur international nord-irlandais. Il évolue au poste d'ailier droit au Reading FC.

## Biographie

### En club
Né à Halifax en Angleterre, Paddy Lane est formé par Blackburn Rovers avant de rejoindre Hyde United, où il évolue en Northern Premier League, qui regroupe les divisions 7 et 8 du championnat anglais. Il s'impose comme un joueur clé de son équipe. Entre-temps il est également prêté au Farsley Celtic.
Le 4 juillet 2021, Paddy Lane s'engage en faveur de Fleetwood Town pour un contrat de deux ans. Le 25 septembre, il inscrit son premier but pour Fleetwood Town, lors d'une rencontre de championnat face à Cambridge United. Après être entré en jeu, il permet à son équipe d'égaliser, et d'ainsi obtenir le point du match nul (2-2 score final). Le 10 décembre 2021, il signe un nouveau contrat avec Fleetwood Town, le liant au club jusqu'en juin 2024. Il est élu meilleur jeune joueur de League One à l'issue de la saison 2021-2022.
Le 31 janvier 2023, Paddy Lane rejoint le Portsmouth FC. Il signe un contrat courant jusqu'en juin 2026.
Lane inscrit son premier but pour Portsmouth le 7 mai 2023, lors d'une rencontre de championnat face au Wycombe Wanderers FC. Il est titularisé et les deux équipes se neutralisent (2-2 score final).

### En sélection
Paddy Lane joue son premier match avec l'équipe d'Irlande du Nord espoirs face à Malte. Il entre en jeu et marque également son premier but mais son équipe est battue par quatre buts à un.
En mars 2022, Paddy Lane est convoqué pour la première fois avec l'équipe nationale d'Irlande du Nord par le sélectionneur Ian Baraclough. Lane honore sa première sélection le 29 mars 2022, contre la Hongrie. Il est titulaire dans un rôle inhabituel d'arrière gauche dans une défense à cinq lors de cette rencontre perdue par les siens sur le score d'un but à zéro,.

## Statistiques
| Saison                | Club                  | Championnat           | Championnat | Championnat | Championnat | Coupe nationale | Coupe nationale | Coupe nationale | Coupe de la Ligue | Coupe de la Ligue | Coupe de la Ligue | EFL Trophy | EFL Trophy | EFL Trophy | Total | Total | Total |
| Saison                | Club                  | Division              | M.          | B.          | P.d.        | M.              | B.              | P.d.            | M.                | B.                | P.d.              | M.         | B.         | P.d.       | M.    | B.    | P.d.  |
| 2018-2019             | Hyde United           | NPL Premier Division  | 19          | 2           | 0           | -               | -               | -               | -                 | -                 | -                 | -          | -          | -          | 19    | 2     | 0     |
| 2019-2020             | Hyde United           | NPL Premier Division  | 28          | 4           | 0           | 1               | 0               | 0               | -                 | -                 | -                 | -          | -          | -          | 29    | 4     | 0     |
| 2020-2021             | Hyde United           | NPL Premier Division  | 6           | 2           | 0           | 2               | 1               | 0               | -                 | -                 | -                 | -          | -          | -          | 8     | 3     | 0     |
| Sous-total            | Sous-total            | Sous-total            | 53          | 8           | 0           | 3               | 1               | 0               | -                 | -                 | -                 | -          | -          | -          | 56    | 9     | 0     |
| 2020-2021             | Farsley Celtic (prêt) | National League North | 9           | 0           | 0           | -               | -               | -               | -                 | -                 | -                 | -          | -          | -          | 9     | 0     | 0     |
| 2021-2022             | Fleetwood Town        | League One            | 37          | 5           | 8           | 1               | 0               | 0               | -                 | -                 | -                 | -          | -          | -          | 38    | 5     | 8     |
| 2022-2023             | Fleetwood Town        | League One            | 20          | 1           | 0           | 3               | 2               | 0               | 1                 | 0                 | 0                 | 1          | 0          | 0          | 25    | 3     | 0     |
| Sous-total            | Sous-total            | Sous-total            | 57          | 6           | 8           | 4               | 2               | 0               | 1                 | 0                 | 0                 | 1          | 0          | 0          | 63    | 8     | 8     |
| 2022-2023             | Portsmouth FC         | League One            | 15          | 1           | 2           | -               | -               | -               | -                 | -                 | -                 | -          | -          | -          | 15    | 1     | 2     |
| 2023-2024             | Portsmouth FC         | League One            | 42          | 12          | 7           | 1               | 0               | 0               | 1                 | 0                 | 1                 | 1          | 0          | 0          | 45    | 12    | 8     |
| 2024-2025             | Portsmouth FC         | Championship          | 11          | 0           | 1           | -               | -               | -               | 1                 | 0                 | 0                 | -          | -          | -          | 12    | 0     | 1     |
| Sous-total            | Sous-total            | Sous-total            | 68          | 13          | 10          | 1               | 0               | 0               | 2                 | 0                 | 1                 | 1          | 0          | 0          | 72    | 13    | 11    |
| Total sur la carrière | Total sur la carrière | Total sur la carrière | 187         | 27          | 18          | 8               | 3               | 0               | 3                 | 0                 | 1                 | 2          | 0          | 0          | 200   | 30    | 19    |

## Palmarès

### En club
| Portsmouth FC (1)                                                    |
| - Championnat d'Angleterre de troisième division : - Champion : 2024 |

### Individuelle
- Jeune joueur de l'année d'EFL League One en 2022[14]
- Élu meilleur joueur de Fleetwood Town de la saison en 2022[15]